# Подвис
Подвис је насеље у Србији у општини Књажевац у Зајечарском округу. Према попису из 2022. било је 160 становника (према попису из 1991. било је 461 становника).
Овде постоји вила Ђорђа Вајферта.

## Демографија
У насељу Подвис живи 134 пунолетних становника, а просечна старост становништва износи 47,7 година (47,9 код мушкараца и 47,4 код жена). У насељу има 79 домаћинстава, а просечан број чланова по домаћинству је 2,03.
Ово насеље је великим делом насељено Србима (према попису из 2002. године), а у последња три пописа, примећен је пад у броју становника.
|  |

| Демографија | Демографија | Демографија |
| Година      | Становника  | Становника  |
| ----------- | ----------- | ----------- |
| 1948.       | 466         |             |
| 1953.       | 574         |             |
| 1961.       | 738         |             |
| 1971.       | 505         |             |
| 1981.       | 514         |             |
| 1991.       | 461         | 453         |
| 2002.       | 369         | 372         |
| 2011.       | 226         |             |
| 2022.       | 160         |             |

| Етнички састав према попису из 2002.‍ | Етнички састав према попису из 2002.‍ | Етнички састав према попису из 2002.‍ | Етнички састав према попису из 2002.‍ | Етнички састав према попису из 2002.‍ |
| ------------------------------------ | ------------------------------------ | ------------------------------------ | ------------------------------------ | ------------------------------------ |
|                                      |                                      |                                      |                                      |                                      |
| Срби                                 | Срби                                 |                                      | 354                                  | 95,93%                               |
| Роми                                 | Роми                                 |                                      | 5                                    | 1,35%                                |
| Бугари                               | Бугари                               |                                      | 3                                    | 0,81%                                |
| Румуни                               | Румуни                               |                                      | 1                                    | 0,27%                                |
| Бошњаци                              | Бошњаци                              |                                      | 1                                    | 0,27%                                |
| непознато                            | непознато                            |                                      | 0                                    | 0,0%                                 |

| Година пописа     | 1948. | 1953. | 1961. | 1971. | 1981. | 1991. | 2002. |
| ----------------- | ----- | ----- | ----- | ----- | ----- | ----- | ----- |
| Број домаћинстава | 137   | 173   | 339   | 206   | 179   | 163   | 135   |

| Број чланова      | 1  | 2  | 3  | 4  | 5  | 6 | 7 | 8 | 9 | 10 и више | Просек |
| ----------------- | -- | -- | -- | -- | -- | - | - | - | - | --------- | ------ |
| Број домаћинстава | 41 | 30 | 25 | 18 | 11 | 7 | 1 | 1 | 1 | 0         | 2,73   |

| Пол    | Укупно | Неожењен/Неудата | Ожењен/Удата | Удовац/Удовица | Разведен/Разведена | Непознато |
| ------ | ------ | ---------------- | ------------ | -------------- | ------------------ | --------- |
| Мушки  | 171    | 54               | 94           | 16             | 7                  | 0         |
| Женски | 162    | 34               | 90           | 35             | 3                  | 0         |
| УКУПНО | 333    | 88               | 184          | 51             | 10                 | 0         |

| Пол    | Укупно                    | Пољопривреда, лов и шумарство | Рибарство                            | Вађење руде и камена | Прерађивачка индустрија       |
| ------ | ------------------------- | ----------------------------- | ------------------------------------ | -------------------- | ----------------------------- |
| Мушки  | 86                        | 2                             | 0                                    | 6                    | 60                            |
| Женски | 40                        | 1                             | 0                                    | 1                    | 31                            |
| УКУПНО | 126                       | 3                             | 0                                    | 7                    | 91                            |
| Пол    | Производња и снабдевање   | Грађевинарство                | Трговина                             | Хотели и ресторани   | Саобраћај, складиштење и везе |
| Мушки  | 1                         | 5                             | 3                                    | 0                    | 1                             |
| Женски | 0                         | 1                             | 1                                    | 1                    | 0                             |
| УКУПНО | 1                         | 6                             | 4                                    | 1                    | 1                             |
| Пол    | Финансијско посредовање   | Некретнине                    | Државна управа и одбрана             | Образовање           | Здравствени и социјални рад   |
| Мушки  | 0                         | 0                             | 1                                    | 0                    | 1                             |
| Женски | 0                         | 1                             | 0                                    | 0                    | 2                             |
| УКУПНО | 0                         | 1                             | 1                                    | 0                    | 3                             |
| Пол    | Остале услужне активности | Приватна домаћинства          | Екстериторијалне организације и тела | Непознато            | Непознато                     |
| Мушки  | 3                         | 0                             | 0                                    | 3                    | 3                             |
| Женски | 0                         | 0                             | 0                                    | 1                    | 1                             |
| УКУПНО | 3                         | 0                             | 0                                    | 4                    | 4                             |